# 科尼什希爾斯 (特拉華州)
科尼什希爾斯（英語：Cornish Hills）是位於美國特拉華州紐卡斯爾縣的一個非建制地區。該地的面積和人口皆未知。

## 地理
科尼什希爾斯的座標為39°46′15″N 75°42′29″W / 39.77083°N 75.70806°W，而該地的平均海拔高度為96米（即315英尺）。